# Canal Nou
Pour les articles homonymes, voir Canal 9.

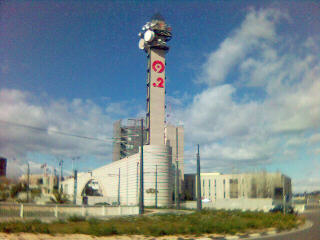
Le siège de Canal 9

Canal 9 (Canal Nou) était entre octobre 1989 et novembre 2013, la première chaîne de télévision publique de la Communauté valencienne, en Espagne.

## Présentation
Chaîne appartenant à l'organisme public dénommé Ràdio Televisió Valenciana, elle diffuse ses programmes en valencien et en espagnol et peut être captée dans toute la Communauté valencienne ainsi que dans certaines zones adjacentes, comme la province de Tarragone, la région de Murcie, les Baléares, la Castille-La Manche et la province de Teruel.

## Histoire
Canal 9 trouve ses origines dans le statut d'autonomie de la Communauté valencienne de 1982, qui rendait possible la création de médias visant à promouvoir l'intercommunication entre Valenciens ainsi que leur identité culturelle et linguistique. 
Après des premiers essais de diffusion le 2 septembre 1989, Canal 9 lance ses premières émissions régulières le 9 octobre suivant.
Le 6 novembre 2013, le gouvernement valencien décide de fermer la chaîne ainsi que l'ensemble de la Radio Télévision valencienne (RTVV), pour des raisons budgétaires. Cette décision intervient après l'annulation par la justice du licenciement de 1 000 des 1 700 salariés de la RTVV. La chaîne cesse d'émettre le 29 novembre suivant.

## Controverses
En 2010, Canal Nou est critiqué par la Confédération syndicale des Commissions ouvrières, qui l’accuse de « continuer de manquer gravement à sa mission de service public » en raison de quotas de programmes en valencien jugés insuffisants, et réclame « un changement de modèle [de sa programmation] ».

### Accusations de manipulation informative
La chaîne fit l’objet de sévères critiques, l’accusant de manque d’objectivité et de manipulation informative en faveur du Parti populaire (PP),,,, ce qui motiva une recommandation du Síndic de Greuges de la Comunitat Valenciana (es) (Défenseur du peuple de la région) pour l’adoption des mesures nécessaires pour garantir le respect des « principes d’objectivité, de véracité, d’imparcialité et de respect du pluralisme politique ». Ces critiques furent catégoriquement rejetées par le directeur de RTVV.
Dans une thèse de doctorat présentée le 14 juillet 2008 à l’Université de Valence et basée sur l'étude des bulletins d’information de Canal Nou, Yolanda Verdú Cueco conclut que son « hypothèse principale selon laquelle des mécanismes de manipulation intentionnels concernant le thème de l'eau et de l'urbanisme au cours des 6 mois précédant les élections autonomiques [de 2007] se trouve confirmée » et que « la manipulation informative a constitué un élément supplémentaire en faveur de l'alternative électorale du PP » (parti du gouvernement sortant et qui remporta les élections), bien que la méthode de l’étude réalisée ne permette pas d'évaluer le possible impact en termes de votes.
Le vice-président du Conseil d’Administration de RTVV depuis 2003, José Ignacio Pastor Pérez, publie jusqu’en 2011 une série de rapports, assortis de propositions d’amélioration, dans lequel il affirme notamment que l'information de l'entité n'est pas « plurielle, objective, vérace ni indépendante » et que la nomination de son directeur José López Jaraba en 2007, directement par le président de la Généralité valencienne, est illégale ; il critique également l'absence de comité de rédaction ainsi que d’autres irrégularités lors de la campagne des élections au Parlement valencien et municipales de 2007 et de 2011, ainsi que les européennes de 2009. Ces rapports ayant été désestimés, il en vient à demander en 2011 la destitution du nouveau directeur.
Le comité de l’entreprise RTVV lui-même dénonça en février 2012 la manipulation médiatique à laquelle fut soumise.

### Liens avec l'affaire Gürtel
De plus, la chaîne est impliquée dans l’affaire Gürtel, en raison de divers contrats irréguliers passés à l’occasion d’une visite du pape Benoît XVI en 2006. Dans le cadre de cette affaire, Pedro García, directeur général de RTVV, fut accusé de corruption et démissionna pour « motifs personnels » quelques mois plus tard,,,.

### Dette
Le Parti populaire a rejeté la possibilité d’une enquête concernant la dette de plus d’un milliard d’euros accumulée par l’entité publique.

## Identité visuelle

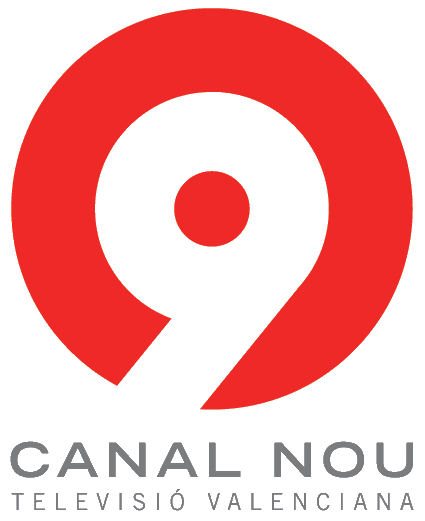
Logo de Canal 9 d'octobre 2005 à octobre 2010.
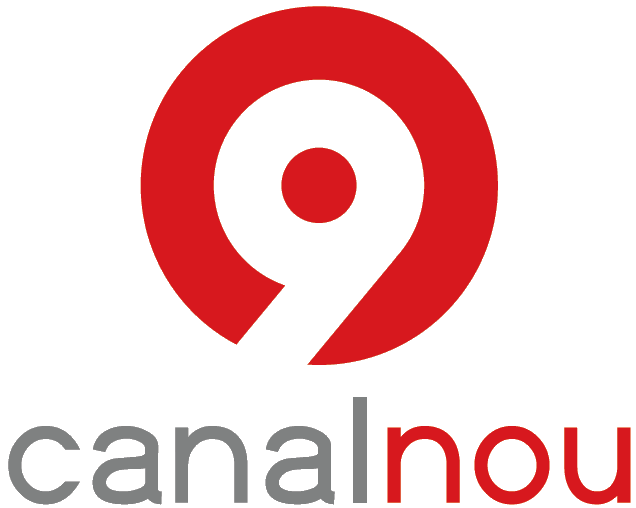
Logo de Canal 9 d'octobre 2010 à octobre 2013.
Logo de Canal 9 du 9 octobre au 29 novembre 2013.